# Timothy Ahearne
Tim Ahearne (Timothy Joseph Ahearne, 18 de agosto de 1885-diciembre de 1968) fue un atleta irlandés que compitió por Gran Bretaña e Irlanda en los Juegos Olímpicos de Londres 1908.
Nació en Dirreen, Athea y murió en Athea, Limerick y era el hermano mayor de Dan Ahearn.
Ahearne ganó la medalla de oro en triple salto en los Juegos Olímpicos de 1908, celebrada en Londres, mientras que representa Gran Bretaña e Irlanda (que Irlanda no fue reconocido por separado en su momento por el Comité Olímpico Internacional).
En el concurso de salto de longitud terminó ocho. También participó en el evento de salto de longitud de pie, pero su resultado es desconocido. En la competencia de 110 metros vallas, fue eliminado en las semifinales.
Después de su victoria olímpica en 1908, Ahearne emigró a Nueva York en 1909, y se unió al Irish American Athletic Club. También compitió por el tiempo para el rival New York Athletic Club.